# Rudy Matthys
Rudy Henri Matthys, vaak geschreven als Matthijs (Eeklo, 3 maart 1959), is een Belgisch voormalig wielrenner, die als beroepsrenner actief was van 1981 tot en met 1988. Zijn specialiteit was de massasprint. Hij won vier etappes in de Tour de France.  

## Carrière
Rudy Matthijs was een sprinter en won vier etappes in de Ronde van Frankrijk, waaronder de laatste rit met aankomst op de Champs-Élysées in 1985. In 1982 won hij de GP Jef Scherens. Daarnaast won hij etappes in de Ronde van Zwitserland, de Ronde van Luxemburg en de Vierdaagse van Duinkerke. 
Behalve zijn beginjaren bij Fangio (1981) en Boule d'Or (1982–1983) stond Rudy Matthijs het grootste gedeelte van zijn loopbaan op de loonlijst van de Belgische wielerploeg Hitachi, eerder bekend onder de naam Splendor met onder anderen de klassieke renners Claude Criquielion, Dirk De Wolf en Jean-Marie Wampers in de rangen. In de Ronde van Frankrijk van 1983 was het een eerste keer raak voor de Eeklonaar. Drie dagen nadat landgenoot Eric Vanderaerden de gele trui veroverde in de proloog won hij de rit met aankomst in Roubaix. Een sprint met twee tegen Kim Andersen. Matthijs en Andersen hadden twee minuten voorsprong op Pascal Poisson en Sean Kelly. Hij reed deze Tour niet uit. Een jaar later werd hij vijfde in de Ronde van Vlaanderen en tiende in Parijs-Roubaix. Hij won het Kampioenschap van Vlaanderen en gooide de handdoek in de Ronde van Frankrijk van 1984. 
1985 was het gloriejaar van Matthijs. Dat jaar won hij drie etappes in de Ronde van Frankrijk. Na de proloog, die werd gewonnen door Bernard Hinault, was hij de snelste in twee opeenvolgende ritten. De streep lag in Lanester (Bretagne) en Vitré (Bretagne). Hij versloeg beide malen Sean Kelly en Vanderaerden. Guido Bontempi en Francis Castaing kregen eveneens het nakijken. De kroon op het werk zette Matthijs in de afsluitende etappe met aankomst op de Avenue des Champs-Élysées. Kelly en Castaing waren de geklopten. Desondanks volstonden de ritzeges niet voor eindwinst in het puntenklassement. De groene trui werd gewonnen door allrounder Kelly. Over zijn gouden jaar 1985 kwam hij 35 jaar later met een enigszins boude uitspraak over de brug: "In 1985 was ik de sterkste sprinter ter wereld", aldus Matthijs.
Een knieblessure dwong hem in 1988 vroegtijdig te stoppen met wielrennen. Hij had de blessure opgelopen in het najaar van 1985, waarna hij nooit meer zijn oude niveau haalde. Matthijs was dat najaar overigens tweede geworden achter Éric Guyot (Skil–Sem) in de Franse klassieker GP Plouay in de regio die Matthijs ten zeerste genegen was, Bretagne.

## Persoonlijk leven
Na zijn wielerloopbaan werd hij vrachtwagenchauffeur, werd zelfstandig aannemer en als vloeraanlegger renoveerde hij huizen.
Matthijs woont in Zwijnaarde. Hij is gehuwd met Erika en heeft een dochter Lauren.

## Overwinningen
1982
- GP Fourmies
- GP Jef Scherens

1983
- 2e etappe Ronde van Luxemburg
- 3e etappe Tour de France

1984
- Kampioenschap van Vlaanderen-Koolskamp
- 5e etappe a Vierdaagse van Duinkerke
- 2e etappe Ronde van Luxemburg
- 4e etappe Ronde van Luxemburg

1985
- 6e etappe Ronde van Zwitserland
- 1e etappe Tour de France
- 2e etappe Tour de France
- 22e etappe Tour de France
- 5e etappe Ronde van Aragon
- 1e etappe Vierdaagse van Duinkerke
- 3e etappe Vierdaagse van Duinkerke

## Resultaten in voornaamste wedstrijden
| Jaar | Ronde van Italië | Ronde van Frankrijk | Ronde van Spanje |
| ---- | ---------------- | ------------------- | ---------------- |
| 1981 |                  |                     |                  |
| 1983 |                  | opgave (1)          |                  |
| 1984 |                  | opgave              |                  |
| 1985 |                  | 135e (3)            |                  |

| Jaar | Gent-Wevelgem | Ronde van Vlaanderen | Parijs-Roubaix | Bretagne Classic | Brabantse Pijl | Dwars door Vlaanderen |
| ---- | ------------- | -------------------- | -------------- | ---------------- | -------------- | --------------------- |
| 1981 |               | 17e                  |                |                  |                |                       |
| 1983 |               |                      |                |                  | Zilver         |                       |
| 1984 |               | 5e                   | 10e            |                  |                | Zilver                |
| 1985 | 29e           |                      |                | Zilver           |                |                       |